# Giovanni Felice Sances
Giovanni Felice Sances (też Sancies, Sanci, Sanes, Sanchez; ur. 1600 w Rzymie, zm. 24 listopada 1679 w Wiedniu) – włoski śpiewak i wybitny kompozytor epoki baroku.
O jego młodości wiemy niewiele. Dzieciństwo spędził prawdopodobnie w Rzymie. W latach 1609–1614 studiował w papieskim Collegio Teutonico, przeznaczonym dla przyszłych duchownych narodowości niemieckiej. W roku 1614 wystąpił w operze Amor pudico, sponsorowanej przez kardynała Montalto. Jego kariera toczyła się następnie w Bolonii i Wenecji. Swoją pierwszą operę Ermiona wystawił w 1636 w Padwie (wystąpił w niej również jako śpiewak).
W roku 1636 przeniósł się do Wiednia, gdzie początkowo był zatrudniony jako tenor w kaplicy dworskiej cesarza Ferdynanda II. W 1649 r., za panowania Ferdynanda III był mianowany wicekapelmistrzem (kapelmistrzem był wówczas Antonio Bertali). Na dworze wiedeńskim służył aż do śmierci - też za panowania Leopolda I. Z Bertalim współpracował jako kompozytor przy regularnym wystawianiu oper włoskich. Komponował też sepolcri (opery na temat męki, ukrzyżowania i śmierci Jezusa), muzykę religijną i kameralną.
Po śmierci Bertalego 17 kwietnia 1669 objął po nim funkcję nadwornego kapelmistrza cesarskiego, którą pełnił aż do swej śmierci 10 lat później. Od roku 1673, ze względu na zły stan zdrowia, wiele jego obowiązków podejmował jego zastępca, Johann Heinrich Schmelzer. Sances zmarł w Wiedniu w roku 1679.
Twórczość jego obejmuje muzykę kościelną, opery, oratoria, kantaty i muzykę kameralną. Za życia należał do grona najbardziej cenionych kompozytorów Europy.

## Dzieła
- Missa Sanctae Maria Magdalenae - na 6 instrumentów dętych blaszanych, 6 instrumentów smyczkowych, 7 głosów i basso continuo (organy);
- Missa Solicita;
- Stabat Mater;
- Lagrimosa beltà;
- O Domine Jesu;
- O Deus Meus;
- Litany della BVM cum Sub tuum praesidium;
- O Maria Dei genetrix;
- Caro Mea;
- Improperium expectavit cor meum;
- Vulnerasti cor meum;
- Domine quid multiplicati sunt;
- Plagae tuae Domine;
- Iste confessor;
- Mi fai peccato - na 2 głosy i basso continuo;
- Si fera s'uccida - na 2 głosy, smyczki i basso continuo;
- Misera, hor si ch'il pianto;
- Chi sa amare e tracer mercede aspetti - canzonetta na 2 głosy;
- Presso l'onde tranquille - na głos i basso continuo;
- Traditorella che credi - na głos i basso continuo;
- Perché Vechia gli dissi - na głos i basso continuo;
- Che sperasti ò mio cor - na głos i basso continuo;
- Kantata Lagrimosa beltà - ciaccona na 2 głosy;
- Kantata Non sia chi mi riprende (1636);
- Opera L’Ermiona (1636);
- Motetti a una, due, tre, e quattro voci (1638);
- Dialogo a due. Pastor e Ninfa (1649);
- Oratorium Lachrime di San Pietro (1666);
- Stabat Mater (1670).